# Antidiurétique
Un antidiurétique est une substance qui aide à réguler l'équilibre hydrique dans le corps d'un animal en réduisant la miction  s'opposant à la diurèse.  Ses effets sont opposés à ceux d'un diurétique. Les principaux antidiurétiques endogènes sont l'hormone antidiurétique ( également appelée vasopressine) et l'ocytocine. Les deux sont également utilisés de manière exogène comme médicaments chez les personnes dont le corps a besoin d'une aide supplémentaire pour l'équilibre des fluides via la suppression de la diurèse. En outre, il existe divers autres médicaments antidiurétiques, certains moléculairement proches de l'ADH ou de l'ocytocine et d'autres non. Les antidiurétiques réduisent la quantité d'urine, en particulier dans le diabète insipide (DI), qui est l'une de leurs principales indications . 
La classe des hormones antidiurétiques comprend la vasopressine (ADH), l'argipressine, la desmopressine, la lypressine, l'ornipressine, l'ocytocine et la terlipressine. D'autres en comprennent le chlorpropamide et la carbamazépine .